# 二級反應
在化學中，二級反應（second-order reaction），亦稱為二次反應，是指反應級數為2的化學反應。
二级反应有兩種情況，一種是反应速率与某一反应物浓度的二次方成正比，另一種是反应速率与两个反应物浓度的积的一次方成正比的反应。二级反应是最常遇到的反应。下面分为两种情况讨论。
第一種情況的二級反應例子有:
- 碘化氢气体热分解为单质碘和氢气的反应： {\displaystyle \ 2HI(g)\rightarrow H_{2}(g)+I_{2}(g)}
- 碘蒸汽和氢气化合，形成碘化氢的反应：{\displaystyle \ H_{2}(g)+I_{2}(g)\rightarrow 2HI(g)}
- 二氧化氮分解为氧气和氮气的反应： {\displaystyle \ 2NO_{2}(g)\rightarrow 2NO(g)+O_{2}(g)}
- 乙烯（丙烯、异丁烯等）的气相二聚反应： {\displaystyle \ 2C_{2}H_{4}(g)\rightarrow C_{4}H_{8}(g)}

而第二種情況多半為有機反應，例如:
- 雙分子親核取代反應
- 雙分子消除反應

## 性質
假設反應速率(rate)為R，反應物A的濃度為[A]，速率常數為k，其速率方程如下：
{\displaystyle R=k[A]^{2}}
由上式可知，二級反應的反應速率與反應物濃度的二次方成正比，即：
{\displaystyle -{\frac {d[A]}{dt}}=k[A]^{2}...(5)}
現將(3)式移項，整理如下：
{\displaystyle {\frac {d[A]}{[A]^{2}}}=-kdt}
兩邊同時積分，由0積至t，時間為0的時候，A的濃度寫成[A]0，得：
{\displaystyle \int _{[A_{0}]}^{[A]}{\frac {d[A]}{[A]^{2}}}=-k\int _{0}^{t}dt}
得{\displaystyle (-{\frac {1}{[A]}})-(-{\frac {1}{[A]_{0}}})=-kt}
移項後得:{\displaystyle {\frac {1}{[A]}}={\frac {1}{[A]_{0}}}+kt...(6)}
得到的式子(6)就是濃度與時間的關係。
由所得(6)式又可推導半生期(半衰期)：
{\displaystyle {\frac {1}{\frac {[A]_{0}}{2}}}={\frac {1}{[A]_{0}}}+kt_{\frac {1}{2}}...(4)}
可得半生期
{\displaystyle t_{\frac {1}{2}}={\frac {1}{k[A]_{0}}}}
二级反应是最常遇到的反应。下面分为两种情况讨论。

### 第一种情况
在第一种情况（纯二级反应）下，只有一种反应物，反应可以写为：
{\displaystyle \ aA\rightarrow } 产物
反应速率与某一反应物浓度的二次方成正比：
{\displaystyle \ r=-{\frac {d[A]}{dt}}=k[A]^{2}}
将其积分，可得这种情形下的积分速率方程：
{\displaystyle {\frac {1}{[A]}}=kt+{\frac {1}{[A]_{0}}}}
因此此类二级反应的 {\displaystyle \ {\frac {1}{[A]_{t}}}-t} 呈直线关系，其图象的斜率为 {\displaystyle \ k}，{\displaystyle \ y}－截距为 {\displaystyle \ {\frac {1}{[A]_{0}}}}。
上式中的 {\displaystyle \ k} 是对于反应物 {\displaystyle \ A} 而言的速率常数。对于总反应来说，反应的积分速率方程应为：
{\displaystyle {\frac {1}{[A]}}=akt+{\frac {1}{[A]_{0}}}}，其中 {\displaystyle \ a} 一般为2。
将 {\displaystyle \ [A]_{t_{\tfrac {1}{2}}}={\frac {[A]_{0}}{2}}} 代入上上式，可得这种情形下的半衰期：
{\displaystyle \ t_{\frac {1}{2}}={\frac {1}{k[A]_{0}}}}
可见此类二级反应的半衰期与反应物的初始浓度成反比。
此类二级反应的例子有：
- 碘化氢气体热分解为单质碘和氢气的反应： {\displaystyle \ 2HI(g)\rightarrow H_{2}(g)+I_{2}(g)}
- 二氧化氮分解为氧气和氮气的反应： {\displaystyle \ 2NO_{2}(g)\rightarrow 2NO(g)+O_{2}(g)}
- 乙烯（丙烯、异丁烯等）的气相二聚反应： {\displaystyle \ 2C_{2}H_{4}(g)\rightarrow C_{4}H_{8}(g)}

### 第二种情况
再来讨论两种反应物的二级反应（混合二级反应）：
{\displaystyle \ aA+bB\rightarrow } 产物
反应速率与两种反应物浓度的乘积成正比，因此速率方程可以写作：
{\displaystyle \ r=-{\frac {d[A]}{dt}}=k_{A}[A][B]}
由于无法直接积分，因此需要分为三种情况讨论。
1. 当 {\displaystyle \ a=b}，且两种反应物初始浓度相等 {\displaystyle \ [A]_{0}=[B]_{0}} 时，则任一时刻两种反应物的浓度都是相等的：{\displaystyle \ [A]_{t}=[B]_{t}}。因此：
{\displaystyle \ r=-{\frac {d[A]}{dt}}=k[A]^{2}}，后面的推导与二级反应的第一种情形相同。
2. 当 {\displaystyle \ a\neq b}，但两种反应物的初始浓度满足 {\displaystyle \ {\frac {[A]_{0}}{a}}={\frac {[B]_{0}}{b}}} 关系时，则任一时刻两种反应物的浓度均满足 {\displaystyle \ {\frac {[A]_{t}}{a}}={\frac {[B]_{t}}{b}}} 关系。于是有：
{\displaystyle \ -{\frac {d[A]}{dt}}=k_{A}[A][B]={\frac {b}{a}}k_{A}[A]^{2}=k'_{A}[A]^{2}}
{\displaystyle \ -{\frac {d[B]}{dt}}=k_{B}[A][B]={\frac {a}{b}}k_{B}[B]^{2}=k'_{B}[B]^{2}}，后续过程与二级反应的第一种情形相似。
3. 当 {\displaystyle \ a=b}，但 {\displaystyle \ [A]_{0}\neq [B]_{0}} 时，则任一时刻两种反应物的浓度均不相等 {\displaystyle \ [A]\neq [B]}。为了解出这种情况下的积分速率方程，可以假设 {\displaystyle \ t} 时刻反应物 {\displaystyle \ A} 和 {\displaystyle \ B} 反应掉的浓度为 {\displaystyle \ X}，因此这一时刻 {\displaystyle \ [A]_{t}=[A]_{0}-aX}，{\displaystyle \ [B]_{t}=[B]_{0}-bX}。假设 {\displaystyle \ a} 和 {\displaystyle \ b} 都为1，于是有：
{\displaystyle \ r=-{\frac {d[A]}{dt}}={\frac {dX}{dt}}=k([A]_{0}-X)([B]_{0}-X)}

对上式进行定积分：
{\displaystyle \ \int _{0}^{X}{\frac {dX}{([A]_{0}-X)([B]_{0}-X)}}=k\int _{0}^{t}\,dt}
利用部分分式积分法并将 {\displaystyle \ [A]_{0}-X} 和 {\displaystyle \ [B]_{0}-X} 回代为 {\displaystyle \ [A]_{t}} 和 {\displaystyle \ [B]_{t}}，可以解得：
{\displaystyle \ \ln {\frac {[A]_{t}}{[B]_{t}}}=([A]_{0}-[B]_{0})kt+\ln {\frac {[A]_{0}}{[B]_{0}}}}
因此这种情形下 {\displaystyle \ \ln {\frac {[A]_{t}}{[B]_{t}}}-t} 呈直线关系，其斜率为 {\displaystyle \ ([A]_{0}-[B]_{0})k}，截距为 {\displaystyle \ \ln {\frac {[A]_{0}}{[B]_{0}}}}。
此类二级反应的例子有：
- 乙酸乙酯在碱溶液中发生的皂化反应： {\displaystyle \ CH_{3}COOC_{2}H_{5}+OH^{-}\rightarrow CH_{3}COO^{-}+C_{2}H_{5}OH}